# Virgin Group
Virgin Group Ltd. es un grupo de empresas multinacional, fundado por Richard Branson y Nik Powell en febrero de 1970. Está vinculado a varios sectores de la sociedad de consumo. La característica principal del grupo es la utilización de la marca Virgin para comercializar todos sus productos, con una imagen estandarizada para todas.
La fecha de constitución de Virgin Group figura como 1989 por Companies House, que la clasifica como una sociedad de cartera. Sin embargo, las actividades comerciales y comerciales de Virgin se remontan a la década de 1970. El patrimonio neto de Virgin Group se estimaba en 3 000 000 000 £ a principios de 2023.

## Historia
El nombre "Virgin" surgió en 1970 cuando Richard Branson y Nik Powell formaron una tienda de discos, primero como venta por correo y en 1971 con una tienda física. Se consideraban vírgenes en los negocios. Branson ha descrito la "V" en el logotipo como un tic expresivo, que representa el sello de aprobación de Virgin.
El logotipo original de 1973 era un diseño completamente diferente destinado a la compañía discográfica fundada por Richard Branson y Nik Powell. El logo fue diseñado por el artista y diseñador británico de ciencia ficción Roger Dean. Según Richard Branson en entrevistas y en el sitio web de Virgin, el logotipo de la firma más reciente, introducido en 1978, se basó en uno que el diseñador Ray Kyte garabateó en una servilleta después de una reunión de diseño.[cita requerida]

## Asuntos Corporativos
Virgin Group tiene su sede en The Battleship Building en el distrito de Paddington de la Ciudad de Westminster. Anteriormente estaba en The School House, Brook Green, en el distrito londinense de Hammersmith y Fulham.
El grupo de empresas Virgin tiene una estructura compleja que contiene elementos de un conglomerado genérico y un keiretsu y, a veces, simplemente licencia su marca.  Ejemplos de licencias son Virgin Records y Virgin Media, que son propiedad de Universal Music Group y Liberty Global respectivamente.[cita requerida]
A mediados de mayo de 2013, Virgin Group expresó su intención de buscar oportunidades en la industria de la salud de Australia para consolidarse en los centros de fitness australianos del Grupo. El Grupo también gestiona más de 100 servicios del Servicio Nacional de Salud (NHS) en el Reino Unido y la división de atención sanitaria del grupo de servicios médicos Assura después de entrar en la industria sanitaria británica en 2011.
Virgin Group anunció el establecimiento de Virgin Voyages el 4 de diciembre de 2014 con el respaldo financiero de Bain Capital. La línea de cruceros estaría dirigida por el director ejecutivo Tom McAlpin, tendría dos nuevos barcos grandes construidos y tendría su base en el área de Miami/Fort Lauderdale.

### Virgin StartUp
Virgin StartUp es la empresa sin fines de lucro de Virgin Group que ayuda a emprendedores de todo el Reino Unido a iniciar, financiar y ampliar sus negocios. En 2013, Sir Richard visitó Boxpark en Shoreditch, Londres, para lanzar la nueva organización y reveló que quería apoyar a cualquiera que tuviera los mismos sueños y ambiciones que él cuando era niño: “Fueron 300 libras esterlinas de mi madre lo que desencadenó La aventura de la Virgen hace 40 años. Hoy en día, los jóvenes necesitan esa misma ayuda y creo que Virgin StartUp se la brindará: con acceso a capital temprano, tutoría sólida, asesoramiento y promoción.”
La organización se convirtió en socio de ejecución de Start Up Loans Company del gobierno del Reino Unido, proporcionando financiación de préstamos de entre £500 y £25 000, asesoramiento y tutoría a miles de nuevas empresas en todo el país.  En 2016, recibió financiación europea para el desarrollo regional y posteriormente lanzó Ready, Steady, Grow with Virgin StartUp, un programa de apoyo dirigido a empresas emergentes que estaban preparadas para crecer. Un año después, lanzó el primer programa acelerador de crowdfunding basado en acciones del Reino Unido, Crowdboost.
En 2018, la organización había apoyado a más de 11.000 emprendedores con sede en el Reino Unido, con más de £35 millones en financiación inicial.

#### Emprendedor alimentario
En 2014, Branson y Virgin StartUp lanzaron la competencia de empresas emergentes centrada en alimentos y bebidas "Foodpreneur". Los ganadores recibieron tutoría de Branson, apoyo legal y asesoramiento de marca. Los ganadores de 2014 incluyeron Proper Beans, Killer Tomato, Sweetpea Pantry y Sweet Virtues.
En 2015, los ganadores tuvieron la oportunidad de presentar a los compradores de Target Corporation en Estados Unidos. Los ganadores de 2015 incluyeron Pip & Nut, Double Dutch Drinks, Harry Bromptons, Cauli Rice y Mallow and Marsh.
Solo una nueva empresa fue anunciada ganadora del premio Foodpreneur 2017, The Snaffling Pig Co., que ganó un espacio de alquiler por seis semanas en Intu Lakeside, el centro comercial con mayor tráfico peatonal en el Reino Unido.[cita requerida]

## Liderazgo
- Chairman: Peter Norris (desde 2009)
- Director ejecutivo: Josh Bayliss (desde 2014)

### Lista de ex chairman
- - 1. Sir Richard Branson (1970-2009)

### Lista de ex directores ejecutivos
- - 1. Sir Richard Branson (1970-2005)
  - 2. Stephen Murphy (2005-2011)
  - 3. David Baxby y Josh Bayliss (2011-2014)[cita requerida]

## Filiales e inversiones

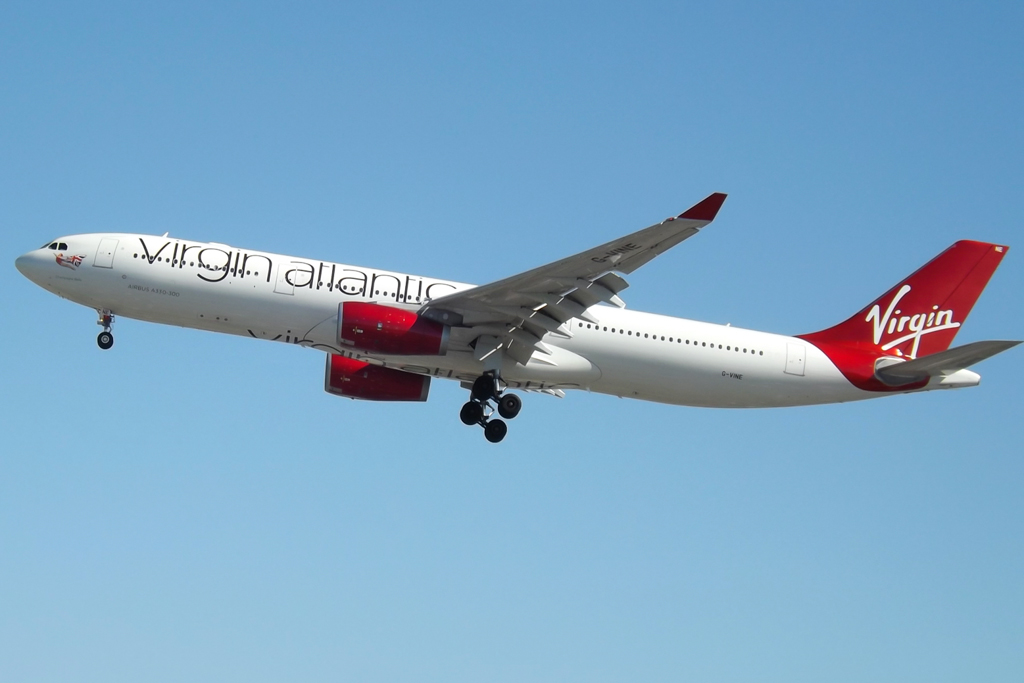
Un Airbus A330 de Virgin Atlantic Airways

| Compañía                  | Porcentaje de participación                                                                                 | Sector                               |
| ------------------------- | --- | ------------------------------------ |
| Virgin Active             | 20% | Salud, gimnasios                     |
| Virgin Balloon Flights    | Marca con licencia de AirXcite Ltd                                                                          | Entretenimiento, globos aerostáticos |
| Virgin Atlantic           | 51% | Viajes, aerolínea                    |
| Virgin Atlantic Holidays  | 51% | Travel, tour operator                |
| Virgin Australia Holdings | 5% | Viajes, aerolínea                    |
| Virgin Books              | 10% | Publicación                          |
| Virgin Experience Days    | Marca con licencia de Inflexion Private Equity                                                              | Hospitalidad                         |
| Virgin Fibra              | 33.3% | Banda ancha                          |
| Virgin Galactic           | 11.9% | Viajes, aeroespacial                 |
| Virgin Gift Card          | 100% | Minorista                            |
| Virgin Hotels             | 100% | Viajes, hoteles                      |
| Virgin Limited Edition    | 100% | Viajes, hoteles                      |
| Virgin Media O2           | Marca licenciada a VMED O2 UK Limited, una empresa conjunta 50/50 entre Liberty Global y Telefónica         | Comunicaciones                       |
| Virgin Megastores         | Marca con licencia para Azadea Group, Megastores of Lebanon SAL y Retail Holding SA                         | Minorista                            |
| Virgin Mobile             | Marca con licencia para numerosas entidades, que operan con la marca Virgin operadores de red virtual móvil | Comunicaciones                       |
| Virgin Money Australia    | Marca con licencia para Bank of Queensland                                                                  | Bancario                             |
| Virgin Money UK           | 13% | Bancario                             |
| Virgin Oceanic            | | Viajes, submarinos                   |
| Virgin Plus               | Marca con licencia de Bell Canada                                                                           | Comunicaciones                       |
| Virgin Pulse              | 25% | Servicios de negocios                |
| Virgin Pure               | Acuerdo de colaboración con Strauss Group                                                                   | Bienes de consumo                    |
| Virgin Radio              | Marca con licencia para numerosas entidades, que operan estaciones de radio de la marca Virgin              | Entretenimiento, radio               |
| Virgin Rail Group         | 51% | Viajes, tren                         |
| Virgin Music              | Marca con licencia de Universal Music Group                                                                 | Musica                               |
| Virgin Red                | 100% | Programa de fidelidad                |
| Virgin Unite              | 100% | Caridad                              |
| Virgin Startup            | 100% | Caridad                              |
| Virgin Voyages            | 49% | Viajes, cruceros                     |
| Virgin Wines              | Marca con licencia de Virgin Wine Online Ltd (Reino Unido) y Direct Wines (Australia)                       | Minorista, vino                      |

## Controversias
El negocio de salud del grupo recibió una importante cobertura mediática por su batalla legal con los grupos del NHS. Demandó a grupos de comisión clínica (CCG) en Surrey después de perder un contrato de £82 millones para proporcionar servicios de salud infantil en todo el país.  Los organismos del NHS llegaron a un acuerdo extrajudicial con un pago de 328.000 libras esterlinas a Virgin Care, lo que generó cierta controversia. Más de 100,000 personas respaldaron una petición pidiendo a la empresa que dejara de "arrastrar al NHS ante los tribunales".[cita requerida]